# Българска сбирка
„Българска сбирка“ е българско месечно списание за книжнина и обществени знания. Излиза в София и Пловдив в периода 1894 – 1915 г., с прекъсване през 1913 г. През 1899 г. излиза 2 пъти месечно.
В списанието се помества художествена литература, литературна критика, обществено-политически статии, мемоари, известия за културния живот в България и по света, политически прегледи. Публикуват се множество материали за славянските страни. Публикуват се исторически спомени на Петър Карапетров и Илия Блъсков. В политическо отношение е близко до Народната партия.
Редактори са Стефан Бобчев и Михаил Маджаров. Сътрудничат Иван Вазов, Константин Величков, Антон Страшимиров, Николай Ракитин, Пенчо Славейков, Стоян Михайловски, Цанко Церковски, Кирил Христов, Димитър Подвързачов, Теодор Траянов, Георги Стаматов, Димчо Дебелянов, Дамян Калфов, Петко Тодоров. През 1899 г. в списанието е публикуван за първи път разказът на Иван Вазов „Една българка“ с първоначално заглавие „Челопешката гора“.